# Les Engagés pour le développement
 (janvier 2023).
Les Engagés pour le développement (EDE) est un parti politique haïtien fondé par l'ancien Premier ministre et ministre des Affaires étrangères haïtien Claude Joseph.
Se considérant comme une structure du centre, ce parti attrape-tout veut marquer une rupture avec les anciennes pratiques ayant conduit le pays dans la situation où il se trouve afin de reconstruire Haïti à la dimension de son histoire. Certains observateurs estiment que la création du parti politique par Claude Joseph pourrait s’inscrire dans une stratégie visant à renforcer sa posture publique et à se prémunir contre des poursuites judiciaires, notamment dans le cadre des accusations de complicité dans l’assassinat du président Jovenel Moïse.
Voulant se démarquer des partis politiques traditionnels, le parti Les Engagés pour le Développement dit miser sur les jeunes et la diaspora haïtienne pour développer le pays.